# Henri Lichtenberger
Pour les articles homonymes, voir Lichtenberger.
Henri Lichtenberger, né en 1864 à Mulhouse, mort en 1941 à Biarritz, est un germaniste français. Il est avec Charles Andler l'un des pères fondateurs de la germanistique comme discipline universitaire en France.

## Biographie
Henri Lichtenberger est issu d'une famille d'artisans protestants. Son père, Émile, est architecte, et sa mère est la fille d'un entrepreneur en bâtiment strasbourgeois. Après avoir étudié au lycée protestant de Strasbourg jusqu'en 1876, il fréquente les lycées Condorcet et Louis-le-Grand à Paris. Il étudie la philosophie à la faculté des lettres de Paris, à la Sorbonne, où il obtient sa licence en 1884, puis il étudie la germanistique à l'université allemande de Strasbourg de 1884 à 1887. Il est reçu cinquième à l'agrégation d'allemand en 1885. Le 10 juin 1891, il soutient ses deux thèses de doctorat ès lettres à la faculté de Paris. La première, en français, traite du poème et de la légende des Nibelungen. La deuxième, en latin, s'intéresse aux mots exhibant le passé dans l'ancienne langue germanique. 

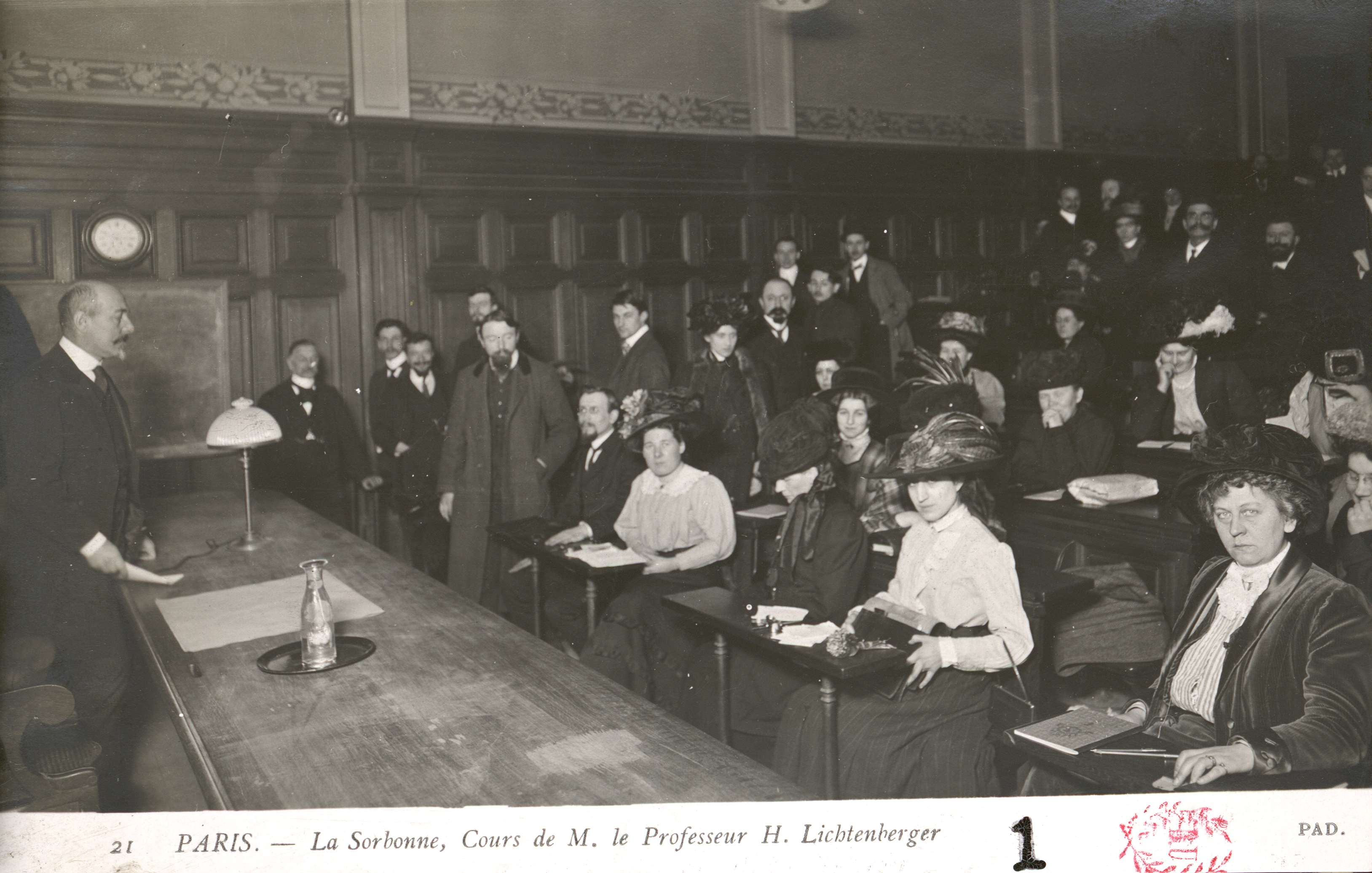
Carte postale d'un cours d'Henri Lichtenberger à la Sorbonne dans l'amphithéâtre Turgot.

Il est d'abord maître de conférences, puis professeur titulaire de la chaire de littérature étrangère à la faculté des lettres de Nancy, puis maître de conférences de langue et littérature allemandes à la faculté des lettres de Paris (1905). En 1914, il devient professeur de littérature et philogogie germaniques dans la même faculté. Il prend sa retraite en 1934, en tant que professeur honoraire. 
Il est avec Charles Andler l'une des deux « figures fondatrices » de la discipline des études germaniques à l'université en France .
Il a traduit le cycle complet du Faust de Goethe et est l'auteur de plusieurs études sur l'Allemagne.
Ses écrits sur le Parsifal de Wagner sont représentatifs de son analyse germanistique : « Dans cette vision d'avenir que Wagner nous décrit en artiste dans Parsifal, en penseur dans Art et Religion, il concilie en une harmonieuse synthèse son pessimisme et son optimisme, sa haine de la réalité moderne et sa foi indestructible dans la destinée de l’humanité ».
En parallèle de son poste à la Faculté des lettres de Paris, Henri Lichtenberger est professeur d'échange à l'université Harvard (Etats-Unis) entre 1914 et 1915. Il est aussi chargé de dépouiller la presse et la littérature de guerre allemandes pendant la Première Guerre mondiale. Il est rédacteur, avec d'autres professeurs, des Documents de la guerre. En 1917, il est chargé au cabinet de Paul Painlevé d'organiser un service d'information de la présidence du Conseil. Henri Lichtenberger contribue également à de nombreuses revues, telles la Revue universitaire, la Revue germanique, ou la Revue critique. Il est le fondateur de l'Institut d'études germaniques de Paris, inauguré le 15 décembre 1930. Il est désigné président du jury d'agrégation d'allemand entre 1908 et 1934.
Il est le frère d'André Lichtenberger (1870-1940), historien et romancier. Il est également le neveu de Frédéric-Auguste Lichtenberger (1832-1899), professeur de théologie protestante à Strasbourg et Paris, et d'Ernest Lichtenberger (1847-1913), professeur de langue et littérature allemandes à la Sorbonne.

## Publications

### Essais
- Le Poème et la légende des Nibelungen (thèse de doctorat ès lettres), 1891
- De verbis quae in vetustissima Germanorum lingua reduplicatum praeteritum exhibebant (thèse de doctorat ès lettres), 1891
- Histoire de la langue allemande[13], A. Laisney, Paris, 1895
- La Philosophie de Nietzsche, 1898
- Richard Wagner, poète et penseur, F. Alcan, Paris, 1898
- Henri Heine et sa place dans la pensée contemporaine, L. Cerf, Paris, 1904
- Henri Heine penseur, F. Alcan, Paris, 1905
- L'Allemagne moderne : son évolution, Flammarion, Bibliothèque de philosophie scientifique, Paris, 1907
- Novalis, H. Didier, Paris, 1911
- La Guerre européenne et la question d'Alsace-Lorraine, Editions Chapelot, Paris, 1915, 132 p. [BNF34099299] En collaboration avec André Lichtenberger (1870-1940).
- L'Opinion américaine et la guerre, Éditions Bloud et Gay, 1915[14]
- L'impérialisme économique allemand, E. Flammarion, Bibliothèque de philosophie scientifique, Paris, 1918
- L'Allemagne d'aujourd'hui dans ses relations avec la France, G. Crès, Paris, 1922
- L'Allemagne nouvelle, Flammarion, Bibliothèque de philosophie scientifique, Paris, 1936

### Traductions
- Johann Wolfgang von Goethe : Faust I et II, éd. Aubier-Montaigne, Paris, 1932.
- Johann Wolfgang von Goethe : Le Divan, éd. Poésie Gallimard, Paris, 1950.

## Distinctions
Henri Lichtenberger détient le titre d'officier de la Légion d'honneur et est lauréat de l’Académie française (prix Bordin en 1900 et prix Montyon en 1912).